# Alexander Schure
Alexander Schure (3 agosto 1920 – Long Island, 29 ottobre 2009) è stato un imprenditore, regista cinematografico e produttore cinematografico statunitense.
Fondò il New York Institute of Technology (NYIT) nel 1955 e fu cancelliere del Nova Southeastern University (NSU) dal 1970 al 1985. Tra la fine degli anni settanta e la prima metà degli anni ottanta patrocinò e finanziò, tramite il Computer Graphics Lab le ricerche sull'animazione e sulla modellazione 3D, che portarono alla realizzazione di programmi e tecniche rivoluzionarie, soprattutto nell'ambito dell'industria dell'intrattenimento. Sempre in quel periodo tentò di portare avanti il progetto The Works, che, qualora completato, sarebbe stato il primo lungometraggio interamente in CGI.

## Carriera
Nel 1955 Alexander Schure fondò il New York Institute of Technology, costituito da campus aperti soprattutto a coloro i quali non potevano permettersi le spese per un percorso universitario. In questo periodo sviluppò l'idea di insegnare la matematica attraverso il fumetto; da ciò partì il progetto di realizzare un film d'animazione, uno dei sogni di Schure.
Nel novembre del 1974 egli reclutò un dottorando dell’Università dello Utah, Edwin Catmull, per essere il direttore del centro di ricerca sperimentale sulla computer grafica del NYIT Computer Graphics Lab. Nel 1979 Catmull abbandonò il posto di lavoro, andando alla Lucasfilm, seguito da altri dipendenti di Schure, quali Alvy Ray Smith, David DiFrancesco, Ralph Guggenheim, Jim Blinn e Jim Clark.
Tra il 1979 e il 1986 Schure produsse quello che doveva essere il primo lungometraggio totalmente in CGI, ovvero The Works. Per cinque anni garantì fondi e strumenti informatici all'avanguardia al gruppo di programmatori del CGI, prima di decidere di abbandonare il progetto a causa dell'elevato costo di produzione e dell'arretratezza della tecnologia dell'epoca.

## Vita privata
Sposatosi due volte, dal secondo matrimonio con una donna di nome Gail ebbe quattro figli: Louis, Barbara, Matthew e Jonathan. 

### Morte
È morto nel 2009 a causa di complicazioni dovute al morbo di Alzheimer.

## Filmografia
- Tubby the Tuba (1977) - regista, produttore
- SF Shinseiki Lensman (ＳＦ新世紀 レンズマン), regia di Kazuyuki Hirokawa e Yoshiaki Kawajiri (1984) - staff aggiuntivo
- The Works (incompiuto) - produttore